# Birdsville
Birdsville – miasto (town) w Australii, w zachodniej części stanu Queensland, w hrabstwie Diamantina, położone nad rzeką Diamantina, nieopodal granicy ze stanem Australia Południowa. W 2006 roku miasto liczyło 115 mieszkańców.